# 76-мм зенитная пушка образца 1938 года
76-мм зенитная пушка образца 1938 года — советское зенитное орудие калибра 76,2 мм, разработанное Логиновым М. Н.
76-мм зенитная пушка обр. 1938 г. представляет собой модернизированную 76-мм зенитную пушку обр. 1931 г., в которой сделаны следующие изменения: при смене лейнера казённик не свинчивается, упрощено устройство тумбы и введена новая четырёхколёсная платформа. При этом у 85-мм зенитной пушки ствол с дульным тормозом, затвором и полуавтоматикой наложен на лафет 76-мм зенитной пушки обр. 1938 г.
Пушка образца 1931 года обладала хорошей баллистикой, но военных не устраивало большое время перехода из походного положения в боевое и обратно (до 5 минут). Поэтому был переработан лафет — вместо двухколёсной повозки была разработана новая четырёхколёсная ЗУ-8, на которую и была наложена качающаяся часть пушки обр. 1931 г. Это позволило сократить указанное время до 1 минуты 20 секунд. Также возросла скорость возки по шоссе с 35 до 50 км/ч. Орудие было принято на вооружение 2 октября 1939 года. Серийно выпускалась заводом № 8 в подмосковном Калининграде только в 1940 году. Выпуск составил 960 экземпляров. Из них на 1 января 1941 года в РККА числилось 750 орудий. Остальные были переданы в зенитно-артиллерийские части войск НКВД по охране железнодорожных сооружений и особо важных предприятий промышленности. Однако уже в начале 1941 года эти части были переданы НКО и вошли в состав войск ПВО СССР.

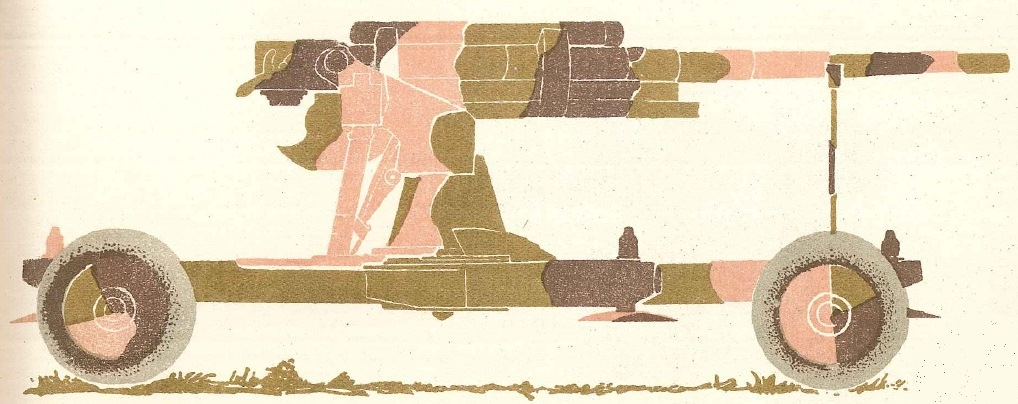
Вариант трёхцветной камуфляжной окраски 76 мм зенитной пушки обр. 1938 г.

В 1939 году на вооружение Красной Армии была принята созданная на её основе более мощная 85-мм зенитная пушка 52-К, которая заместила в производстве 76-мм зенитку образца 1938 года. 76,2-мм зенитки использовались на первом этапе Великой Отечественной войны, но впоследствии также были заменены на 52-К во избежание трудностей с обучением расчётов и снабжением боеприпасами для разнотипной матчасти.
Зенитные орудия калибра 76 и 85 мм внешне очень похожи, отличительным признаком 85-мм пушки является дульный тормоз. Однако это справедливо только для орудий раннего, довоенного выпуска. С началом войны, особенно с 1942 года в устройство 85-мм зенитной пушки вносилось всё больше изменений позволяющих отличить её от 76-мм зенитной пушки обр.1938 года. Однако это стало причиной того, что эти пушки нередко путают, особенно если на фото попадает 85-мм зенитная пушка без дульного тормоза (например фото орудий участвовавших в Ленинградском салюте 27 января 1944 года) - такой порядок был для холостой и салютной стрельбы и имел целью предохранить дульный тормоз от повреждений.
В настоящее время в мире неизвестно ни одного сохранившегося экземпляра данного орудия.
Предположительно все уцелевшие после Великой Отечественной войны экземпляры в ходе ремонта и модернизации получили стволы-моноблоки от 85-мм зенитных пушек и стали теперь уже 85-мм зенитными пушками. Такая замена была простой (все узлы были унифицированы ещё до войны, требовалась только замена ствола и части ЗИПа) и логичной, так как выпуск 76-мм "зенитных" снарядов к тому времени был полностью прекращён.

## Сведения о системе
| Длина трубы (лейнера)                                                                              | 3964 мм                            |
| Длина нарезной части от начала нарезов                                                             | 3379,5 мм                          |
| Длина патронника от начала нарезов до казённого среза трубы                                        | 584,5 мм                           |
| Число нарезов                                                                                      | 28                                 |
| Длина хода нарезов                                                                                 | 28 клб.                            |
| Объём зарядной каморы при осколочной гранате                                                       | 2,815 дм³                          |
| Объём зарядной каморы при бронебойно-трассирующих снарядах                                         | 2,876 дм³                          |
| Высота линии огня от грунта при опущенных упорах                                                   | 1450 мм                            |
| Откат: длинный нормальный короткий нормальный                                                      | от 950 до 1150 мм от 600 до 700 мм |
| Тормоз отката                                                                                      | Стеол, 7,1 л                       |
| Накатник, жидкость: количество жидкости начальное давление                                         | Стеол 10,8 л от 48 до 50 кг/см²    |
| Длина системы в походном положении                                                                 | около 6500 мм                      |
| Высота системы в походном положении                                                                | около 2250 мм                      |
| Ширина системы в походном положении по колпакам колёс                                              | 2150 мм                            |
| Высота системы в боевом положении: при угле 0° при угле 82°                                        | около 1800 мм около 5140 мм        |
| Длина системы в боевом положении между наружными краями опорной коробки упоров основания платформы | около 5260 мм                      |
| Ширина системы в боевом положении                                                                  | 4750 мм                            |
| Ширина хода                                                                                        | 1800 мм                            |
| Клиренс                                                                                            | 400 мм                             |
| Вес ствола с затвором                                                                              | 924 кг                             |
| Вес откатных частей                                                                                | 950 кг                             |

При стрельбе зарядами без флегматизаторов ствол выдерживает в среднем около 1600 выстрелов; при стрельбе зарядами с флегматизаторами ствол выдерживает в среднем 8000 выстрелов.

## Сведения о прицеле
76-мм зенитные пушки обр. 1931 и 1938 гг. имеют прицельные приспособления с независимой линией прицеливания. Угол возвышения ствола определяется при прямой наводке положением прицельного указателя. Положение прицельного указателя может быть изменено тремя независимыми между собой приводами: угла места, угла прицеливания и корректора.
Угол места цели поступает на прицельный указатель при визировании на цель оптической трубой; угол прицеливания поступает при установке его по шкале на барабане механизмов углов прицеливания. Корректор предназначается для выбора ошибок механизмов угла места и угла прицеливания при проверке нулевых установок и для введения индивидуальных поправок в угол прицеливания орудия.
Угол возвышения придаётся стволу при стрельбе прямой наводкой путём совмещения орудийного указателя с прицельным. В этом случае сбивание горизонтирования системы от выстрелов не будет давать ошибки в угле возвышения. При стрельбе непрямой наводкой угол возвышения придаётся стволу совмещением орудийного указателя с соответствующими делениями шкалы на дуге углов возвышения или совмещением механической стрелки с соответствующими делениями шкалы принимающего прибора угла возвышения (ПУАЗО). В этом случае сбивание горизонтирования системы будет давать ошибку в угле возвышения, поэтому необходимо исправлять сбиваемость горизонтирования от выстрелов.
Перед стрельбой должны быть проверены нулевые установки прицельных приспособлений (проверена нулевая линия прицеливания).

## Снаряды
| Снаряды к 76-мм зенитным пушкам обр. 1931 г. и 1938 г. | Снаряды к 76-мм зенитным пушкам обр. 1931 г. и 1938 г. | Снаряды к 76-мм зенитным пушкам обр. 1931 г. и 1938 г. | Снаряды к 76-мм зенитным пушкам обр. 1931 г. и 1938 г. | Снаряды к 76-мм зенитным пушкам обр. 1931 г. и 1938 г. | Снаряды к 76-мм зенитным пушкам обр. 1931 г. и 1938 г. |
| Наименование снаряда и его индекс                      | Взрыватель или трубка                                  | Вес снаряда с взрывателем, кг                          | Длина снаряда без взрывателя, клб.                     | Вес разрывного или вышибного заряда, кг                | Вес взрывателя, кг                                     |
| ------------------------------------------------------ | ------------------------------------------------------ | ------------------------------------------------------ | ------------------------------------------------------ | ------------------------------------------------------ | ------------------------------------------------------ |
| Осколочная стальная граната О-361К                     | КТМ-1                                                  | 6,95                                                   | 3,3 (без переходной головки)                           | 0,458                                                  | 1,057 (с переходной головкой)                          |
| Осколочная дистанционная стальная граната О-361Д       | Т-5                                                    | 6,61                                                   | 3,3                                                    | 0,458                                                  | 0,714                                                  |
| Осколочная дистанционная стальная граната О-361        | Т-5                                                    | 6,61                                                   | 2,8                                                    | 0,182                                                  | 0,714                                                  |
| Шрапнель стержневая с двумя поясками Ш-361             | Т-3УГ                                                  | 6,61                                                   | 3,0                                                    | 0,084 (вышибной заряд)                                 | 0,636                                                  |
| Шрапнель стержневая с двумя поясками Ш-361А            | Т-3УГ                                                  | 6,51                                                   | 3,0                                                    | 0,084 (вышибной заряд)                                 | 0,445                                                  |
| Бронебойно-трассирующий снаряд БР-361                  | МД-5                                                   | 6,50                                                   | 3,6 (с баллистическим колпачком)                       | 0,119                                                  | 0,105 (с трассёром)                                    |
| Бронебойно-трассирующий снаряд БР-361СП                | Нет                                                    | 6,50                                                   | 3,5 (с баллистическим колпачком)                       | Нет                                                    | -                                                      |